# 笔山镇
笔山镇，是中华人民共和国四川省巴中市平昌县下辖的一个乡镇级行政单位。2020年5月，将原马鞍乡桂花村、柳坝村3至4组所属行政区域划归笔山镇管辖。将笔山镇金堂村所属行政区域划归泥龙镇管辖。

## 行政区划
笔山镇下辖以下地区：
笔山社区、千秋社区、凤凰社区、楼石村、大垭村、喻坝村、钟岭村、栀子村、观寨村、笔峰村、吕寨村、白云村、星斗村、大坝村、狮岭村、石溪村、天池村、盐井村、八坪村、金堂村、贝庄村、东仓村和明山村。